# 雫石城
雫石城（しずくいしじょう）は、岩手県岩手郡雫石町字古館にあった日本の城。別称雫石御所、滴石城。

## 概要
雫石盆地内に独立する、周囲の低湿地との比高差約10メートルの台地先端に占地する。
東西250メートル、南北60メートルで東から本丸、二の丸、三の丸と伝い、その西方は家臣屋敷跡、本丸東に古館がある。現状は宅地で、ほぼ中央を岩手県道212号が通る。

## 歴史
滴石（雫石）は南北朝時代から見られる地名で、陸奥国磐手郡滴石庄が存在した。城主戸沢氏は本姓平氏であり、寿永年間（1182年-1184年）に大和国から下向し、滴石庄の戸沢邑に居を構えたことから戸沢氏または滴石氏と称していたと伝える。
南北朝期の滴石城は、興国元年（1340年）頃に南朝方の拠点として築かれたとされ、北畠顕信が南朝の興国2年（1341年）から、多賀国府奪回に成功した正平6年（1351年）秋まで在城し、繁の「御所」の地名は北畠顕信が居住した地に由来すると伝える。それ以後の滴石や戸沢氏の事績は不明である。戸沢氏の本宗は応永30年（1423年）に出羽国角館に移ったという。
天文年間（1532年-1555年）の雫石盆地には、滴石城主・手束左衛門尉、長山の長山某、戸沢城主戸沢政安がおり、相互に確執を繰り返していた。南部晴政はこれを好機とし、天文9年（1540年）に雫石に出兵した。滴石城は焼け落ち、戸沢館の戸沢政安は自ら館に火を放ち出羽国最上新庄へ立ち退くと伝える。
次いで斯波氏は、滴石城に斯波詮貞を置くことに成功した。詮貞は雫石御所と呼ばれ、詮貴・久詮と3代にわたり、天正14年（1586年）まで雫石を支配した。滴石の文字が雫石と改められたのは、斯波氏が当地を領有してからのことと伝えられる。雫石御所は、客分として迎えられた遠野の綾織越前広信が新築したものであり、雫石川を南にして本丸・二の丸・三の丸が東西に並んでいる。
雫石御所は天正18年（1590年）と元亀3年（1572年）、に南部氏の攻撃を受けたが、これを撃退している。
南部信直は天正12年（1584年）から天正14年（1586年）まで3度にわたって雫石に出陣し、9月29日、雫石城を包囲して討ち滅ぼし、雫石地方を手中におさめた。雫石御所の支配はここに終わり、本家の高水寺斯波氏も2年後に滅亡した。
天正20年（1592年）、『諸城破却書上』には「滴石 平城 破 信直抱 代官 八日町太郎兵衛」とあり破却された。

## 遺構
本丸・二の丸・三の丸・薬研堀（幅6〜12m、深さ2〜5m）